# Киль, Марина
Марина Киль (нем. Marina Kiehl, род. 12 января 1965 года, Мюнхен) — немецкая горнолыжница, олимпийская чемпионка, победительница этапов Кубка мира, обладательница двух малых Хрустальных глобусов. Универсал, успешно выступала в большинстве дисциплин горнолыжного спорта кроме слалома.
В Кубке мира Киль дебютировала 18 декабря 1981 года, в марте 1984 года одержала свою первую победу на этапе Кубка мира, в супергиганте. Всего имеет на своём счету 7 побед на этапах Кубка мира, 6 в супергиганте и 1 в гигантском слаломе. Лучшим достижением в общем зачёте Кубка мира, является для Киль 4-е место в сезоне 1984/85, в том же году она завоевала малый Хрустальный глобус в зачёте гигантского слалома, а на следующий год стала лучшей в зачёте супергиганта.
На Олимпийских играх 1984 года в Сараево заняла 5-е место в гигантском слаломе и 6-е место в скоростном спуске.
На Олимпийских играх 1988 года в Калгари завоевала золотую медаль в скоростном спуске, почти на секунду обойдя ставшую второй швейцарку Бригитт Эртли, кроме этого стала 13-й в супергиганте и стартовала, но не финишировала в гигантском слаломе.
За свою карьеру участвовала в двух чемпионатах мира, лучший результат 4-е место в скоростном спуске на чемпионате мира 1987 года.
Завершила спортивную карьеру в 1988 году в 23-летнем возрасте, в дальнейшем работала дизайнером.

## Победы на этапах Кубка мира (7)
| № | Сезон   | Дата            | Место               | Дисциплина        |
| - | ------- | --------------- | ------------------- | ----------------- |
| 1 | 1983/84 | 4 марта 1984    | Монт-Сент-Энн       | Супергигант       |
| 2 | 1984/85 | 15 декабря 1984 | Мадонна-ди-Кампильо | Гигантский слалом |
| 3 | 1984/85 | 26 января 1985  | Ароза               | Супергигант (2)   |
| 4 | 1984/85 | 10 марта 1985   | Банф                | Супергигант (3)   |
| 5 | 1985/86 | 7 декабря 1985  | Сестриере           | Супергигант (4)   |
| 6 | 1985/86 | 16 марта 1986   | Вейл                | Супергигант (5)   |
| 7 | 1986/87 | 15 марта 1987   | Вейл                | Супергигант (6)   |